# هجوم تدمر (يوليو–أغسطس 2015)
هجوم تدمر هي عملية عسكرية نفذها الجيش السوري خلال الحرب الأهلية السورية في يوليو 2015 محاولاً استعادة مدينة تدمر الأثرية التي فقدها في مايو 2015 لصالح الدولة الإسلامية.